# Дерягино (Вашкинский район)
Дерягино — деревня в Вашкинском районе Вологодской области.
Входит в состав Киснемского сельского поселения, с точки зрения административно-территориального деления — в Киснемский сельсовет.
Расстояние по автодороге до районного центра Липина Бора — 46 км, до центра муниципального образования села Троицкое — 22 км. Ближайшие населённые пункты — Гаврилово, Лунево, Семенчево.
По переписи 2002 года население — 8 человек.
В Дерягино расположен памятник архитектуры жилой дом А. Н. Харламова.